# Сан-Жуан-Батишта-де-Ажуда
Крепость Сан-Жуа́н-Бати́шта-де-Ажуда́ (порт. Fortaleza de São João Baptista de Ajudá — «крепость Помощи святого Иоанна Крестителя») — португальское колониальное владение в Дагомее, на побережье Гвинейского залива, ныне в черте города Уида.
Также называлась «Фактория Ажуда», и просто «Ажуда». Владение, площадью всего около 4,5 кв. км., представляло собой укрепленную факторию с небольшой прилегающей территорией. В 1958 году попала в Книгу рекордов Гиннесса, как самая маленькая заморская колония.
Крепость была построена в 1680 году по приказу короля Педру II для обеспечения безопасности работорговли. Фактория была возведена губернатором Сан-Томе и Принсипи Жасинту де Фигейреду-и-Абреу на месте деревни Уида. Покинутая в начале XVIII века, крепость была восстановлена в 1721—1730 годах. Финансирование осуществлялось за счет налога на африканских рабов, доставлявшихся в Салвадор.
В январе 1722 года крепость была атакована английским пиратом Бартоломью Робертсом, захватившим все 11 кораблей, стоявших в гавани.
Знаменитый негроторговец Франсишку Феликс де Соуза был директором фактории в 1805—1844 годах, а в 1845—1849 занимал должность губернатора. После провозглашения независимости Бразилии он предлагал императору Педру I принять Ажуду под свою власть, но этот проект не был реализован.
Крепость была важным торговым центром, и вокруг неё вырос новый город Уида. Помимо работорговли, через неё осуществлялись поставки в Африку табака и алкоголя из Бразилии, а после отмены рабства в Португальской империи (1869) в Ажуде процветала контрабандная торговля с Бразилией.
Между 1858 и 1861 годами крепость была покинута португальцами, и в 1861—1865 годах там располагалась французская религиозная миссия.
В 1865 году португальцы вновь заняли Ажуду, административно подчинив её губернатору Сан-Томе и Принсипи. В 1885—1887 годах крепость была базой при попытке Португалии создать протекторат в Дагомее.
В 1891—1894 годах Дагомея была завоевана французскими войсками. В 1911 году, после провозглашения республики, новое португальское правительство распорядилось вывести из Ажуды гарнизон, оставив лишь двух колониальных чиновников. По данным переписи 1921 года в анклаве проживало всего пять человек.
1 августа 1960 года Дагомея получила независимость, провозгласив создание республики Бенин. В следующем году власти Бенина предъявили португальцам ультиматум, требуя очистить Ажуду к 31 июля. Оливейра Салазар приказал обитателям крепости (их было всего двое: губернатор и его заместитель) дождаться истечения срока, сжечь постройки и покинуть анклав 1 августа. Сан-Жуан-Батишта-де-Ажуда стала первой колонией, потерянной Португалией в XX веке.
В 1965 году бенинское правительство символически закрыло крепость, а в 1967 году там был создан Исторический музей Уиды.
После революции 1974 года Португалия официально признала аннексию Ажуды.